# Hoa hậu Thế giới 1962

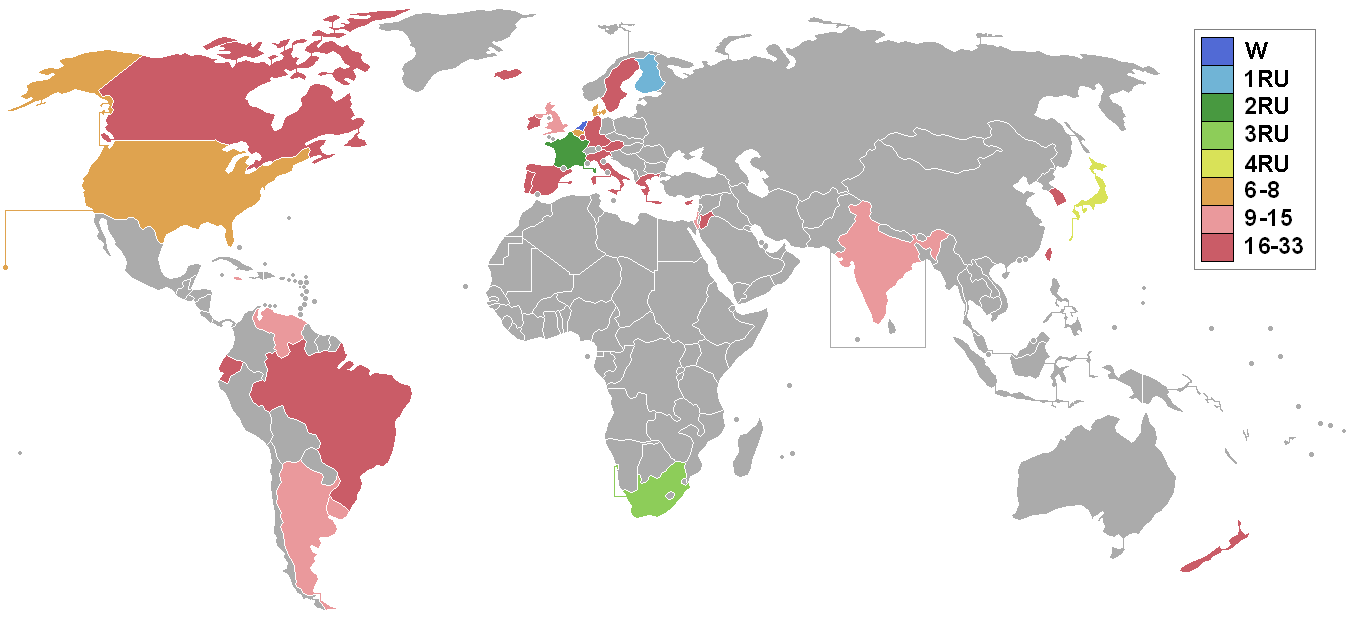
Các quốc gia và vùng lãnh thổ tham dự cuộc thi và kết quả

Hoa hậu Thế giới 1962, là cuộc thi Hoa hậu Thế giới lần thứ 12 với người chiến thắng là Catharina Lodders của Hà Lan. Cuộc thi diễn ra vào ngày 08 tháng 11 năm 1962 tại nhà hát Lyceum, Luân Đôn, Vương quốc Anh.

## Kết quả
| Kết quả               | Thí sinh |
| --------------------- | --- |
| Hoa hậu Thế giới 1962 | - Hà Lan – Catharina Lodders |
| Á hậu 1               | - Phần Lan – Kaarina Leskinen |
| Á hậu 2               | - Pháp – Monique Lemaire |
| Á hậu 3               | - Nam Phi – Yvonne Ficker |
| Á hậu 4               | - Nhật Bản – Teruko Ikeda |
| Top 8                 | - Bỉ – Christine Delit - Đan Mạch – Rikke Stisager - Hoa Kỳ – Amadee Chabot |
| Top 15                | - Argentina – Amalia Ramírez - Ấn Độ – Ferial Karim - Israel – Ilana Porat - Jamaica – Chriss Leon - Vương quốc Anh – Jackie White - Uruguay – María Noel Genovese - Venezuela – Betzabeth Franco |

## Thí sinh
- Argentina - Maria Amalia Ramirez
- Áo - Inge Jaklin
- Bỉ - Christine Delit
- Brazil - Vera Lúzia Saba
- Canada - Marlene Leeson
- Trung Hoa Dân Quốc - Roxsana Giang Lạc Thuấn
- Síp - Magda Michailides
- Đan Mạch - Rikki Stisager
- Ecuador - Elaine Ortega Hougen
- Phần Lan - Kaarina Marita Leskinen
- Pháp - Monique Lemaire
- Đức - Anita Steffen
- Hy Lạp - Glasmine Moraitou
- Hà Lan - Catharina Johanna Lodders
- Iceland - Rannvelg Olafsdóttir
- Ấn Độ - Ferial Karim
- Ireland - Muriel O'Hanlon
- Israel - Ilana Porat
- Ý - Raffaella da Carolis
- Jamaica - Chriss Leon
- Nhật Bản - Teruko Ikeda
- Jordan - Leila Emile Khadder
- Hàn Quốc - Chung Tae-ja
- Luxembourg - Brita Gerson
- New Zealand - Maureen Te Rangi Rere I Waho Kingi
- Bồ Đào Nha - Palmira Ferreira
- Nam Phi - Yvonne Maryann Ficker
- Tây Ban Nha - Conchita Roig Urpi
- Thụy Điển - Daga Margaretha Malin
- Vương quốc Anh - Jackie White
- Hoa Kỳ - Amadee Chabot
- Uruguay - Maria Noel Genouese
- Venezuela - Betzabeth Franco Blanco